# Махайсен Аль-Джаман
Махайсен Аль-Джаман (араб. محيسن الجمعان, нар. 16 жовтня 1966) — саудівський футболіст, що грав на позиції нападника за клуб «Аль-Наср» (Ер-Ріяд) та національну збірну Саудівської Аравії.

## Клубна кар'єра
У дорослому футболі дебютував 1982 року виступами за команду «Аль-Наср» (Ер-Ріяд), кольори якої і захищав протягом усієї своєї кар'єри гравця, що тривала дев'ятнадцять років. 
За ці роки здобув низку національних та регіональних трофеїв.

## Виступи за збірну
1984 року дебютував в офіційних матчах у складі національної збірної Саудівської Аравії.
Захищав кольори національної команди до 1997 року, був у її складі учасником переможних для саудівської команди кубка Азії 1984 року в Сінгапурі та кубка Азії 1988 року в Катарі. Також брав участь у розіграші Кубка конфедерацій 1997 року.

## Титули і досягнення
- Чемпіон Саудівської Аравії (3):

«Аль-Наср» (Ер-Ріяд): 1988-1989, 1993-1994, 1994-1995
- Володар Королівського кубка Саудівської Аравії (3):

«Аль-Наср» (Ер-Ріяд): 1986, 1987, 1990
- Володар Кубка Саудівської федерації футболу (2):

«Аль-Наср» (Ер-Ріяд): 1997, 1998
- Володар Кубка володарів кубків Азії (1):

«Аль-Наср» (Ер-Ріяд): 1997-1998
- Володар Суперкубка Азії (1):

«Аль-Наср» (Ер-Ріяд): 1998
- Клубний чемпіон Перської затоки (2):

«Аль-Наср» (Ер-Ріяд): 1996, 1997
- Володар Кубка Азії: 1984, 1988
- Срібний призер Азійських ігор: 1986